# Chá de hortelã

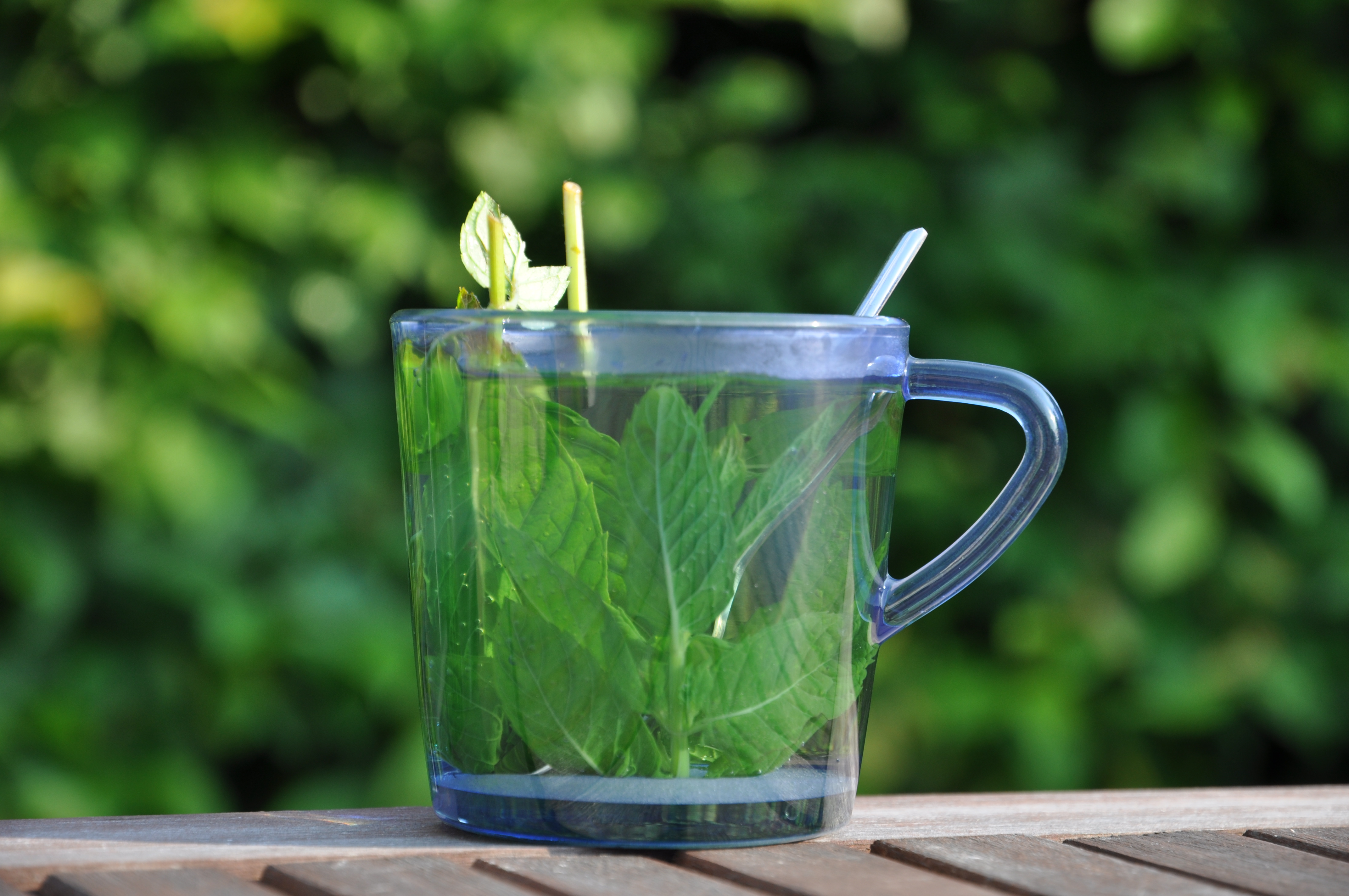
Chávena de chá de hortelã

O chá de hortelã ou chá de menta é uma tisana preparada com folhas de hortelã (planta do género Mentha), usualmente hortelã-pimenta (Mentha x piperita).

## Benefícios e riscos para a saúde do chá de hortelã-pimenta
Embora tenha havido poucos ensaios clínicos humanos sobre os benefícios ou riscos  para a saúde do chá de hortelã, há algumas evidências de que produtos à base de hortelã (e potencialmente, a sua infusão) têm efeitos curativos devido a conter mentol, uma substância cuja ingestão alivia os sintomas da síndrome do intestino irritável. Também se demonstrou que
o óleo de hortelã-pimenta é eficaz como antiespasmódico durante a endoscopia superior gastrointestinal e colonoscopia. A hortelã-pimenta também parece ser eficaz no alívio de flatulência e indigestões.
A ingestão excessiva de hortelã-pimenta pode ser tóxica, pois o mentol no estado puro é venenoso. Devido à sua ação relaxante do esfíncter que liga o estômago ao esófago, pode originar que o conteúdo do estômago suba para o esófago, pelo que, pelo menos em teoria, o seu consumo é desaconselhado em pacientes de doença de refluxo gastroesofágico (DRGE). Essa mesma característica pode, em contrapartida, ter efeitos benéficos em várias perturbações digestivas, como diarreia e cólicas.